# Sebastian Thümler
Sebastian Thümler (* vor 1995) ist ein deutscher Filmeditor. Von 2008 bis 2012 war er Vorstandsmitglied des Bundesverbandes Filmschnitt Editor e. V. (BFS).

## Leben
Seine Ausbildung zum Editor absolvierte Thümler nach verschiedenen Praktika zwischen 1995 und 1997 beim NDR. Nach Abschluss der Ausbildung arbeitete er ab Oktober 1997 als freier Filmeditor. Die erste bekanntere Produktion, an der Thümler beteiligt war, war die NDR-Kinderserie Die Pfefferkörner von 1999 bis 2001. Es folgten mehrere Fernsehserien, TV-Filme und Dokumentationen, bis er 2007 mit Chiko erstmals verantwortlich für den Schnitt eines Kinofilms war.
Seit 2002 arbeitet er auch als Dozent für Filmschnitt am Aufbaustudiengang Film an der IFS Köln und an der Filmakademie Baden-Württemberg.
Sebastian Thümler lebt in Hamburg.

## Filmografie
- 1997: Schwere Beute (Kurzfilm)
- 1997: November! (Kurzfilm)
- 2000: Jan-Yusuf (Kurzfilm)
- 2001–2008: Die Pfefferkörner (Fernsehserie, 3 Folgen)
- 2002: Die Hochzeit (TV)
- 2002: Wenn zwei sich trauen (TV)
- 2003: Lilien aus Schlaf (Kurzfilm)
- 2003: Lady Marmalade (Kurzfilm)
- 2003: Aus Liebe zu Deutschland – Eine Spendenaffäre (TV)
- 2003: Eject (Kurzfilm)
- 2005: Die unlösbaren Fälle des Herrn Sand (TV)
- 2006: Der Seehund von Sanderoog (TV)
- 2008: Chiko
- 2009: Ganz nah bei Dir
- 2009: Eine Liebe in Venedig (TV)
- 2009: Unter Strom
- 2009: Kleine Liebe (Kurzfilm)
- 2010: Zwei Wurzeln viel Moos (Kurzfilm)
- 2010: Groupies bleiben nicht zum Frühstück
- 2010: Fasten à la Carte (TV)
- 2011: Der Himmel hat vier Ecken
- 2011: I Phone You
- 2011: Blutzbrüdaz
- 2012: Marie Brand und das Lied von Tod und Liebe
- 2012: Balthasar Berg – Sylt sehen und sterben (TV)
- 2013: Sputnik
- 2013: Tatort: Feuerteufel
- 2015: Boy 7
- 2015: Leberkäseland (TV)
- 2016: Rockabilly Requiem
- 2016: Schrotten!
- 2016: Mein Sohn, der Klugscheißer (TV)
- 2016: Tatort: Zorn Gottes
- 2017: Svanurinn
- 2017: Nur Gott kann mich richten
- 2018: Tatort: Alles was Sie sagen
- 2018: Invisible Girl
- 2019: 4 Blocks (Fernsehserie, 5 Folgen)
- 2020: Big Dating (Fernsehserie, 5 Folgen)
- 2020: Für immer Sommer 90 (TV)
- 2021: The Gravedigger’s Wife
- 2022: Mittagsstunde
- 2023: Herrhausen – Der Herr des Geldes (TV)

## Auszeichnungen
- 2009 gewann er den Deutschen Filmpreis für den Schnitt von Chiko (2008).[3]